# 다카치호 아마테라스 철도
다카치호 아마테라스 철도(일본어: 高千穂あまてらす鉄道)는 일본의 철도 회사이다. 미야자키현 북부에서 다카치호선을 운영했던 다카치호 철도로부터 노선을 계승해 구 다카치호선의 일부를 활용하기 위해 개명한 기업이다.
현재 다카치호역에서 다카치호 철교까지 약 5.1km를 관광용 보존철도로 운행 중이다.